# Danilo Gallinari
Danilo Gallinari (Sant'Angelo Lodigiano, Lodi, 8 de agosto de 1988) es un jugador de baloncesto italiano que pertenece a la plantilla de los Vaqueros de Bayamón de la BSN. Con 2,08 metros de altura, juega en la posición de alero.

## Trayectoria deportiva

### Europa
Gallinari comenzó jugando a los 16 años en 2004 en el Casalpusterlengo, un equipo de la Serie B1 italiana. Al año siguiente fichó por el Armani Jeans Milano, aunque le enviaron al Edimes Pavia de la LegADue (Serie A2) durante una temporada para que cogiera experiencia y minutos de juego. En 2006 fue nominado como mejor jugador italiano del campeonato de la LegADue, promediando 14,3 puntos, 3,4 rebotes, 2 robos de balón y 0,8 asistencias en 17 partidos.
Tras su gran temporada en el Edimes Pavia, regresó al Armani Jeans Milano para disputar la Lega A y la Copa ULEB. En su primera temporada en la máxima categoría italiana, Gallinari fue nombrado mejor jugador italiano de menos de 22 años tras promediar 10,9 puntos, 4 rebotes, 1,7 robos y 1 asistencia en 34 partidos de temporada regular, y 11,5 puntos, 3,7 rebotes, 2,1 robos y 0,9 asistencias en 8 partidos de playoffs. Durante la campaña también ganó el concurso de triples del All-Star. En la siguiente temporada, la 2007-08, sus números ascendieron hasta los 17,5 puntos, 5,6 rebotes, 2,0 robos y 1,3 asistencias en 33 partidos de liga, y 18,1 puntos, 6,5 rebotes, 1,8 robos y 1,5 asistencias en 8 encuentros de playoffs.
Ese año debutó en la Euroliga, donde promedió 14,9 puntos, 4,2 rebotes, 1,7 asistencias y 1,5 robos en 11 partidos. Además anotó 27 puntos ante el Maccabi Tel Aviv en un partido del grupo. Su juego impactó de manera inmediata y fue posteriormente nombrado ganador del Trofeo Rising Star de la Euroliga 2007-08.

### NBA
El 23 de abril de 2008, Gallinari se declaró elegible para el Draft de la NBA de 2008. Fue seleccionado por New York Knicks en la sexta posición y firmó el contrato con el equipo por tres años el 9 de julio. Debido a problemas de espalda, Gallinari se perdió la mayor parte de su primera temporada en la liga, disputando solamente 28 partidos y promediando 6,1 puntos. Su partido más destacado lo realizó frente a Atlanta Hawks el 4 de marzo, anotando 17 puntos con 4 de 5 en triples.
El 22 de febrero de 2011 fue traspasado a Denver Nuggets junto con Raymond Felton, Wilson Chandler y Timofey Mozgov a cambio de Carmelo Anthony, Chauncey Billups, Renaldo Balkman y Anthony Carter, en un traspaso entre tres equipos.
Tras cinco temporadas en Denver, el 6 de julio de 2017, es traspasado a Los Angeles Clippers, en un acuerdo a tres bandas, que incluye a Jamal Crawford y Diamond Stone.
Tras dos temporadas con los Clippers, el 6 de julio de 2019 es traspasado, junto a Shai Gilgeous-Alexander, a Oklahoma City Thunder, a cambio de Paul George.
El 21 de noviembre de 2020 firmó por tres temporadas y 61,5 millones de dólares con Atlanta Hawks. El 24 de febrero de 2021 anotó 38 puntos, con un 10 de 12 en tiros de tres, lo que supuso el récord de triples para la franquicia de Atlanta.
En su segundo año en Atlanta, el 20 de marzo de 2022 ante New Orleans Pelicans, anota 27 puntos.
Tras dos años en Atlanta, el 29 de junio de 2022, es traspasado a San Antonio Spurs a cambio de Dejounte Murray. Pero es cortado por los Spurs, y el 10 de julio firma como agente libre un contrato por 2 años y $13,3 millones con Boston Celtics. A finales de agosto sufre una rotura de menisco en la rodilla, durante un partido con su selección, por lo que se perdería toda la 2022-23 no llegando a debutar con Boston.
El 21 de junio de 2023, es traspasado a Washington Wizards en un intercambio entre tres equipos. Durante su primera temporada en Washington, el 14 de enero de 2024 es traspasado, junto a Mike Muscala, a Detroit Pistons, a cambio de Marvin Bagley III e Isaiah Livers. Pero tras 6 encuentros con los Pistons, el 8 de febrero, es cortado. Una semana más tarde, el 15 de febrero, firmó contrato con los Milwaukee Bucks.

### Puerto Rico
Tras no encontrar hueco en la NBA, el 23 de enero de 2025 firma por los Vaqueros de Bayamón de la Baloncesto Superior Nacional de Puerto Rico. Allí conquista el título de liga y es nombrado MVP de las finales.

## Selección nacional

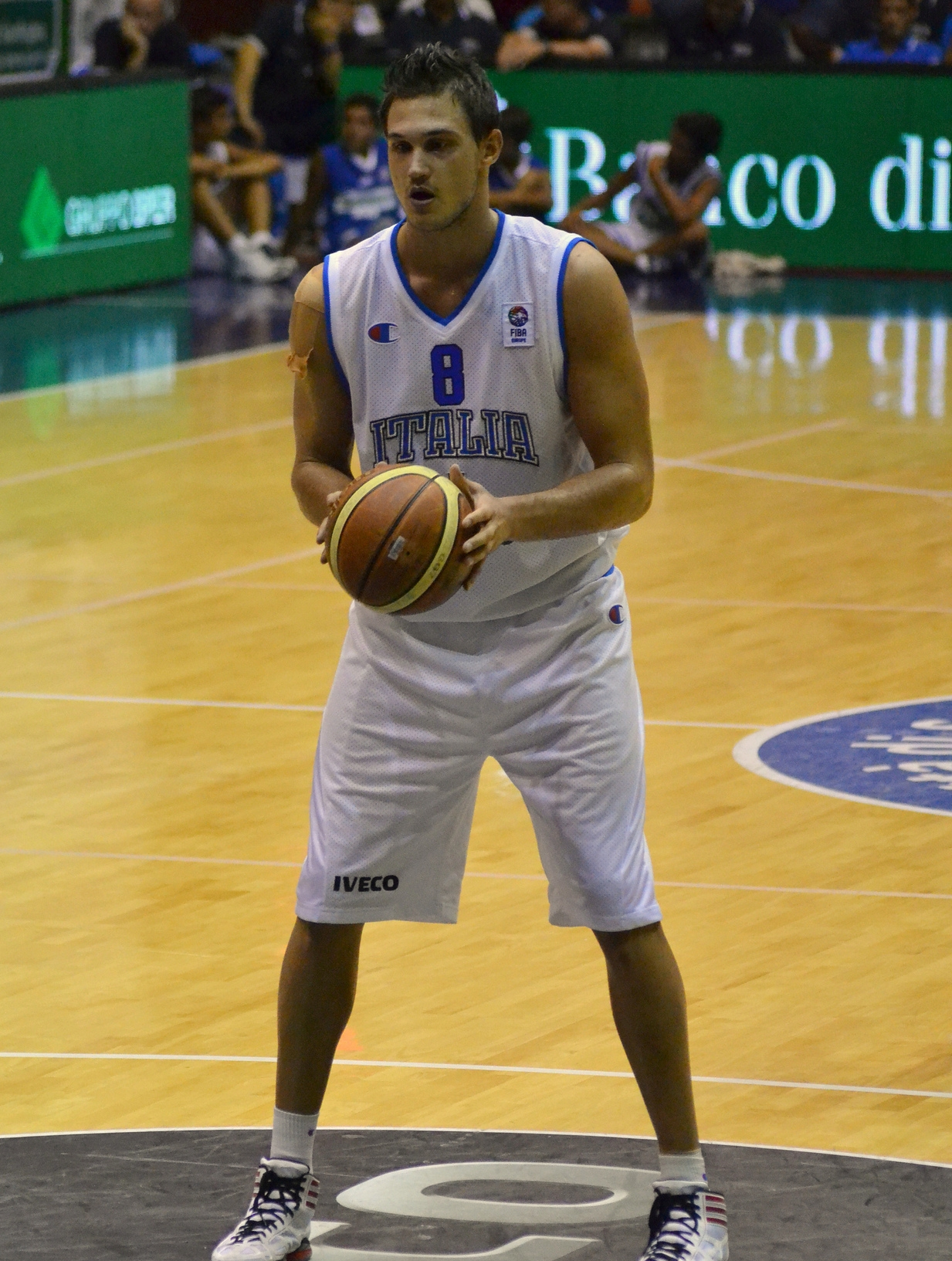
Danilo con Italia en 2012.

Gallinari ha sido miembro de los equipos Sub-16 y Sub-18. Disputó el Campeonato de Europa Sub-16 de 2004 y ganó la medalla de bronce en el Campeonato de Europa Sub-18 de 2005. También fue seleccionado por la selección italiana para jugar el Eurobasket de 2007, pero no pudo asistir debido a una lesión sufrida durante la preparación del torneo.
[actualizar]
En verano de 2021, fue parte de la selección absoluta italiana que participó en los Juegos Olímpicos de Tokio 2020, que quedó en quinto lugar.

## Estadísticas de su carrera en la NBA

### Temporada regular
| Año     | Equipo        | PJ  | PT  | MPP  | %TC  | %3P  | %TL  | RPP | APP | ROB | TPP | PPP  |
| ------- | ------------- | --- | --- | ---- | ---- | ---- | ---- | --- | --- | --- | --- | ---- |
| 2008-09 | New York      | 28  | 2   | 14.7 | .448 | .444 | .963 | 2.0 | .5  | .5  | .1  | 6.1  |
| 2009-10 | New York      | 81  | 74  | 33.9 | .423 | .381 | .818 | 4.9 | 1.7 | .9  | .7  | 15.1 |
| 2010-11 | New York      | 48  | 48  | 34.8 | .415 | .347 | .893 | 4.8 | 1.7 | .8  | .4  | 15.9 |
| 2010-11 | Denver        | 14  | 12  | 30.9 | .412 | .370 | .772 | 5.4 | 1.6 | .9  | .6  | 14.7 |
| 2011-12 | Denver        | 43  | 40  | 31.4 | .414 | .328 | .871 | 4.7 | 2.7 | 1.0 | .5  | 14.6 |
| 2012-13 | Denver        | 71  | 71  | 32.5 | .418 | .373 | .822 | 5.2 | 2.5 | .9  | .5  | 16.2 |
| 2014-15 | Denver        | 59  | 27  | 24.2 | .401 | .355 | .895 | 3.7 | 1.4 | .8  | .3  | 12.4 |
| 2015-16 | Denver        | 53  | 53  | 34.7 | .410 | .364 | .868 | 5.3 | 2.5 | .8  | .4  | 19.5 |
| 2016-17 | Denver        | 63  | 63  | 33.9 | .447 | .388 | .902 | 5.1 | 2.2 | .7  | .2  | 18.2 |
| 2017-18 | L.A. Clippers | 21  | 21  | 32.0 | .398 | .324 | .931 | 4.8 | 2.0 | .6  | .5  | 15.3 |
| 2018-19 | L.A. Clippers | 68  | 68  | 30.3 | .463 | .433 | .904 | 6.1 | 2.6 | .7  | .3  | 19.8 |
| 2019-20 | Oklahoma City | 62  | 62  | 29.6 | .438 | .405 | .893 | 5.2 | 1.9 | .7  | .1  | 18.7 |
| 2020-21 | Atlanta       | 51  | 4   | 24.0 | .434 | .406 | .925 | 4.1 | 1.5 | .6  | .2  | 13.3 |
| 2021-22 | Atlanta       | 66  | 18  | 25.3 | .434 | .381 | .904 | 4.7 | 1.5 | .4  | .2  | 11.7 |
| 2023-24 | Washington    | 26  | 0   | 14.8 | .435 | .313 | .839 | 2.9 | 1.2 | .2  | .1  | 7.0  |
| 2023-24 | Detroit       | 6   | 0   | 14.9 | .545 | .583 | .875 | 2.3 | 2.0 | .3  | .3  | 8.7  |
| 2023-24 | Milwaukee     | 17  | 0   | 9.1  | .378 | .176 | .889 | 1.1 | .7  | .4  | .1  | 2.8  |
| Total   | Total         | 777 | 563 | 28.8 | .428 | .381 | .876 | 4.7 | 1.9 | .7  | .3  | 14.9 |

### Playoffs
| Año   | Equipo        | PJ | PT | MPP  | %TC  | %3P  | %TL   | RPP | APP | ROB | TPP | PPP  |
| ----- | ------------- | -- | -- | ---- | ---- | ---- | ----- | --- | --- | --- | --- | ---- |
| 2011  | Denver        | 5  | 5  | 29.6 | .432 | .467 | .714  | 3.4 | 2.0 | .8  | .0  | 12.0 |
| 2012  | Denver        | 7  | 7  | 31.7 | .362 | .174 | .917  | 5.1 | 2.4 | .7  | .6  | 13.4 |
| 2019  | L.A. Clippers | 6  | 6  | 33.5 | .351 | .302 | .848  | 6.2 | 2.7 | 1.3 | .2  | 19.8 |
| 2020  | Oklahoma City | 7  | 7  | 30.3 | .405 | .324 | .967  | 5.4 | 1.0 | .7  | .1  | 15.0 |
| 2021  | Atlanta       | 18 | 0  | 24.6 | .425 | .405 | .942  | 3.9 | .8  | .3  | .2  | 12.8 |
| 2022  | Atlanta       | 5  | 3  | 22.3 | .400 | .267 | 1.000 | 4.2 | .8  | .2  | .0  | 10.2 |
| 2024  | Milwaukee     | 3  | 0  | 12.4 | .500 | .000 | .750  | 3.0 | .7  | .0  | .0  | 3.7  |
| Total | Total         | 51 | 28 | 26.9 | .396 | .338 | .897  | 4.5 | 1.4 | .6  | .2  | 13.2 |

## Vida personal
Su padre Vittorio, también baloncestista, desarrolló su carrera profesional en clubes italianos, siendo campeón de la Euroliga en 1987 con Olimpia Milano y compartiendo vestuario y habitación con el entrenador de la NBA Mike D'Antoni.
Aparte del baloncesto, Danilo fue modelo para la firma italiana Armani en 2011.
El julio de 2022 se casó con la periodista sarda, Eleonora Boi, en Cagliari. La pareja tiene una hija, Anastasia, que nació en diciembre de 2020.